# Head On
Head On je australský hraný film z roku 1998, který režírovala Ana Kokkinos podle románu Christose Tsiolkase. Snímek měl světovou premiéru na filmovém festivalu v Cannes v sekci Un certain regard.

## Děj
Ari je synem řeckých přistěhovalců a žije na předměstí Melbourne. Nestuduje, nemá práci a bydlí stále u svých rodičů, se kterými má neustálé konflikty. Ari se potýká jek se svým původem, tak i se svou skrývanou homosexualitou.

## Obsazení
| Alex Dimitriades    | Ari     |
| Paul Capsis         | Johnny  |
| Julian Garner       | Sean    |
| Elena Mandalis      | Betty   |
| Tony Nikolakopoulos | Dimitri |
| Damien Fotiou       | Joe     |
| Eugenia Fragos      | Sophia  |
| Dora Kaskanis       | Dina    |
| María Mercedes      | Tasia   |
| Alex Papps          | Peter   |
| William Zappa       | Vassili |
| Andrea Mandalis     | Alex    |